# Тодор Паланков
Тодор Борисов Паланков е български футболист, играч на Пирин (Благоевград). Роден е на 13 януари 1984 г. в село Елешница.

## Кариера
Играе в полузащитата, най-вече като опорен халф. Състезател на Литекс (Ловеч) още от юношеските си години, от където е бил преотстъпван на Белите орли и Видима Раковски. Стабилен в проявите си на терена, добра алтернатива на един от основните постове.
Паланков е бивш национал на България до 21 г., капитан на младежкия национален отбор.

## Статистика по сезони
| Сезон    | Отбор                | Първенство       | Мачове | Голове |
| -------- | -------------------- | ---------------- | ------ | ------ |
| 2003/04  | Литекс (Лч)          | А футболна група | 2      | 0      |
| 2004/05  | Литекс (Лч)          | А футболна група | 3      | 1      |
| 2005/06  | Видима-Раковски (Св) | Б футболна група | 15     | 0      |
| 2006/ес. | Литекс (Лч)          | А футболна група | 3      | 0      |
| 2007/пр. | Черно море (Вн)      | А футболна група | 12     | 0      |
| 2007/08  | Пирин (Бл)           | А футболна група | 29     | 2      |
| 2008/09  | Пирин (Бл)           | А футболна група | 25     | 1      |
| 2009/10  | Пирин (Бл)           | А футболна група | 27     | 0      |
| 2010/11  | Черноморец (Бс)      | А футболна група | 27     | 0      |
| 2011/12  | Черноморец (Бс)      | А футболна група | 22     | 2      |
| 2012/13  | Черноморец (Бс)      | А футболна група | 26     | 2      |
| 2013/14  | Черно море (Вн)      | А футболна група | 29     | 1      |
| 2014/15  | Черно море (Вн)      | А футболна група | 23     | 1      |
| 2015/16  | Черно море (Вн)      | А футболна група | 26     | 0      |

## Успехи
Черно море
- Купа на България (1): 2014/15
- Суперкупа на България (1): 2015